# Décès en janvier 2001
Décès
- 1997
- 1998
- 1999
- 2000
- 2001
- 2002
- 2003
- 2004
- 2005

Pour une information complémentaire, voir la page d'aide.

| Date        | Nom                    | Activités                                                                                                | Âge | Source |
| ----------- | ---------------------- | --- | --- | ------ |
| 1er janvier | Madeleine Barbulée     | Actrice française                                                                                        | 90  |        |
| 1er janvier | Ray Walston            | Acteur américain.                                                                                        | 86  |        |
| 4 janvier   | Ilma Grace Stone       | Botaniste australienne                                                                                   | 87  |        |
| 8 janvier   | Don Brodie             | acteur et réalisateur américain                                                                          | 96  |        |
| 9 janvier   | Paul Vanden Boeynants  | homme politique belge                                                                                    | 81  |        |
| 10 janvier  | Jean-Pierre Le Boul'ch | peintre et graveur français                                                                              | 60  |        |
| 10 janvier  | Jacques Marin          | acteur français                                                                                          | 81  |        |
| 12 janvier  | Luiz Bonfa             | guitariste et compositeur italien                                                                        | 78  |        |
| 12 janvier  | Jules Henri Lengrand   | Peintre et graveur français                                                                              | 93  |        |
| 12 janvier  | Vladimir Semitchastny  | Président du KGB de novembre 1961 jusqu'à avril 1967.                                                    | 76  |        |
| 14 janvier  | Julio Robles           | matador espagnol                                                                                         | 49  |        |
| 15 janvier  | Jacques Rossignol      | Footballeur français                                                                                     | 55  |        |
| 15 janvier  | Leo Marks              | Cryptographe et scénariste britannique                                                                   | 80  | (en)   |
| 16 janvier  | Laurent-Désiré Kabila  | Président de la République démocratique du Congo de mai 1997 jusqu’à son assassinat.                     | 61  |        |
| 19 janvier  | Alberto Gallardo       | Footballeur international péruvien.                                                                      | 60  |        |
| 19 janvier  | Gustave Thibon         | philosophe français                                                                                      | 97  |        |
| 20 janvier  | Rønnaug Alten          | Actrice norvégienne                                                                                      | 90  |        |
| 20 janvier  | Jacqueline Piatier     | Journaliste et critique littéraire française                                                             | 79  |        |
| 21 janvier  | Sandy Baron            | Acteur américain                                                                                         | 64  |        |
| 22 janvier  | Tommie Agee            | Joueur de baseball américain                                                                             | 58  |        |
| 23 janvier  | Jack McDuff            | organiste de Jazz américain                                                                              | 74  |        |
| 23 janvier  | Curro Rivera           | matador mexicain                                                                                         | 50  |        |
| 23 janvier  | Lucienne Welschinger   | Cheftaine aux Guides de France (GDF), résistante française, fondatrice et chef du réseau Équipe Pur Sang | 89  |        |
| 25 janvier  | Alice Ambrose          | philosophe et logicienne américaine.                                                                     | 94  |        |
| 25 janvier  | Guy Tréjan             | acteur français                                                                                          | 79  |        |
| 27 janvier  | Loïc Dubigeon          | illustrateur, peintre et styliste français                                                               | 66  |        |
| 27 janvier  | Marie-José de Belgique | Princesse de Belgique                                                                                    | 94  |        |
| 27 janvier  | André Prévost          | compositeur et professeur de musique canadien                                                            | 66  |        |
| 28 janvier  | Ranko Marinković       | romancier, dramaturge et homme politique croate                                                          | 87  |        |
| 30 janvier  | Jean-Pierre Aumont     | acteur français                                                                                          | 90  |        |
| 31 janvier  | Gordon R. Dickson      | Écrivain américain de science-fiction.                                                                   | 77  |        |